# الفواكه الجافة

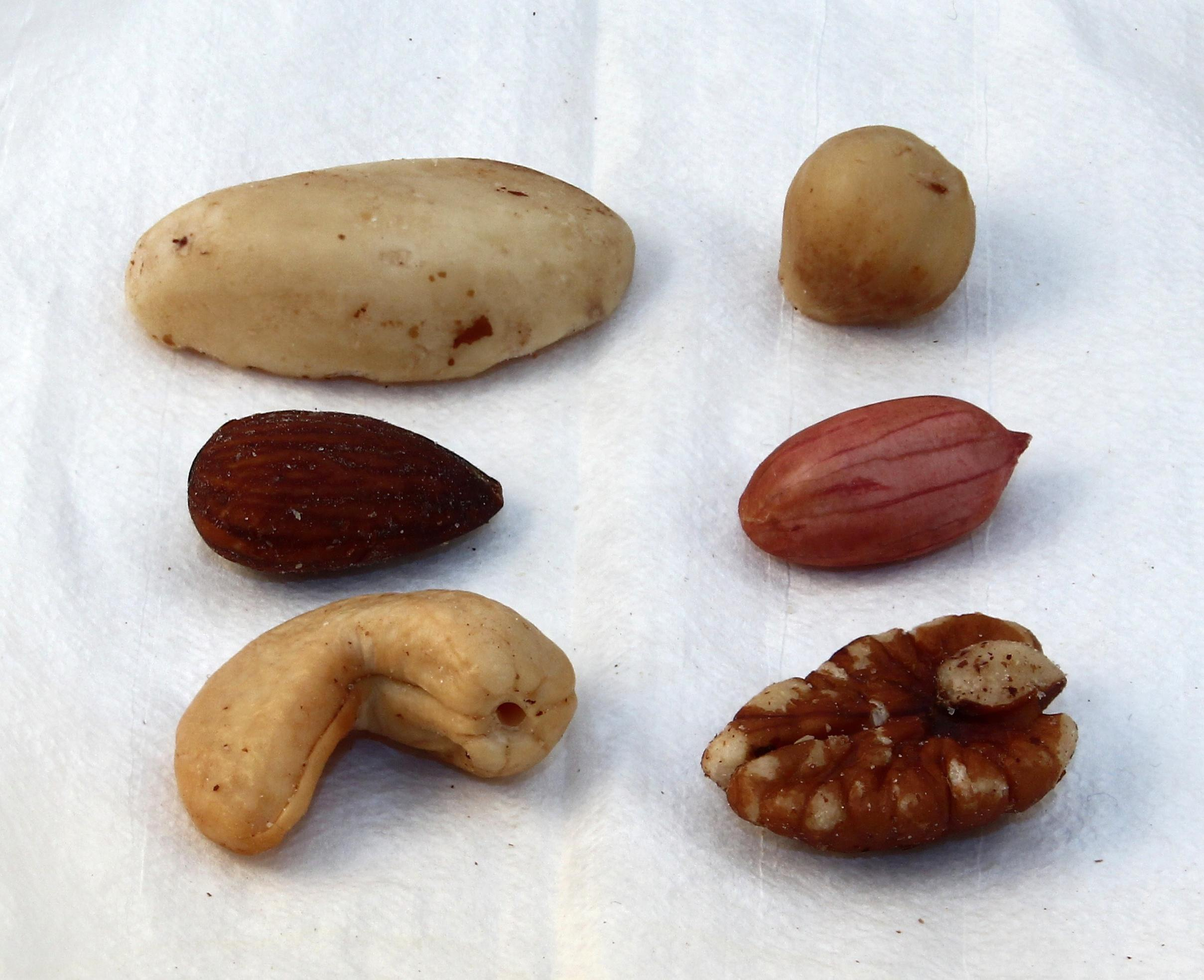
أمثلة على المكسرات: الجوز البرازيلي ، والبندق ، واللوز ، والكاجو ، والجوز.

سميت المكسرات بهذا الإسم حيث تشترك جميعها في خاصية واحدة: وهي تركيبتها الطبيعية (بدون التدخل البشري) تحتوي على أقل من 50 ٪ ماء . ولا يجب الخلط بينها وبين منتجات الفواكه المجففة أو المجففة . في المكسرات، الجزء القابل للاستخدام ليس الثمرة نفسها وإنما البذور .
المكسرات هي أطعمة حيوية للغاية، والغنية بالدهون والبروتينات ، وكذلك العناصر النزرة . واعتماداً على نوع المكسرات، يمكنها أيضًا توفير كميات جيدة من الفيتامينات (خاصة مجموعة ب) أو أحماض أوميجا 3 الدهنية.

## قائمة المكسرات

### أشهر أنواع المكسرات
أشهر المكسرات هي:
- اللوز
- الكاجو أو الكاجو
- البندق
- الكستناء
- كستناء بارا أو جوز برازيلي
- جوزة الهند
- Gevuinas أو البندق التشيلي
- مكسرات المكاديميا
- جوزة الطيب
- الجوز
- جوز البقان
- الصنوبر (بذور بعض أنواع الصنوبر )
- الفستق
- بذور اليقطين (وتسمى بيبيتاس في المكسيك وبيباس في إسبانيا )
- بذور عباد الشمس (وتسمى بيباس في بلدان مثل إسبانيا أو الأرجنتين )

### المكسرات الأقل شهرة
- أكروكوميا أكولياتا ( بوكايا )
- أمبيلولاريا كاليفورنيا ( خليج - جوز )
- ستافيليا بيناتا  [لغات أخرى]‏ ( جوز المثانة  [لغات أخرى]‏ )
- الكريسوليبيس ( شينكابين )
- كاستانوبسيس كوسبيداتا (شي)
- باشيرا أكواتيكا ( كستناء غيانا )
- ترابا ناتانز ( كستناء الماء )
- زانثوسيراس سوربيفوليوم ( الكستناء الصيني المزهر )
- أفيلانيتا بوسيلوسي ( البندق التشيلي )
- كوردوكسيا إدوليس ( جوز الجيب )
- كناريوم بيضوي ( لوز بيلي )
- انتهائية كاتابا ( لوز مالابار)
- ستيركوليا كوادريفيدا ( فول سوداني كوراجونج )
- Brachychiton acerifolius ( illawarra )
- كراميريا لاباتسيا ( باكول )
- إليوكاربوس بانكروفتي  [لغات أخرى]‏ ( كوراندا كواندونغ )
- Cyperus esculentus ( chufa )
- شينزيوفيتون راوتانيني ( مونجونجو )
- جوبايا شيلينسيس ( كوكيتو )
- Lodoicea maldivica (lodoicea أو جوز الهند البحري )
- بيلشميديا تاوا ( تاوا )
- توريا نوسيفيرا ( كاجا )
- الجنكة بيلوبا ( الجنكة )

## فن الطهو
تستخدم المكسرات عادة في فن الطهي ، من أبسط الأمثلة هو ما نراه عادة في السلطات حيث تصاحب الخضراوات، في بعض البلدان تسيطر بشكل شعبي "بيدراس" وهي عبارة عن مقبلات تقدم في بعض الأماكن، إضافة إلى المطبخ الفارسي وحلويات المطبخ العربي العطرية.
إن بعض روائح المكسرات يمكن رؤيتها في النبيذ الأبيض والأحمر ، والتي لا تأتي من إضافة هذه الفاكهة إلى النبيذ، وإنما من النضج الذي انتج تلك النكهة. 

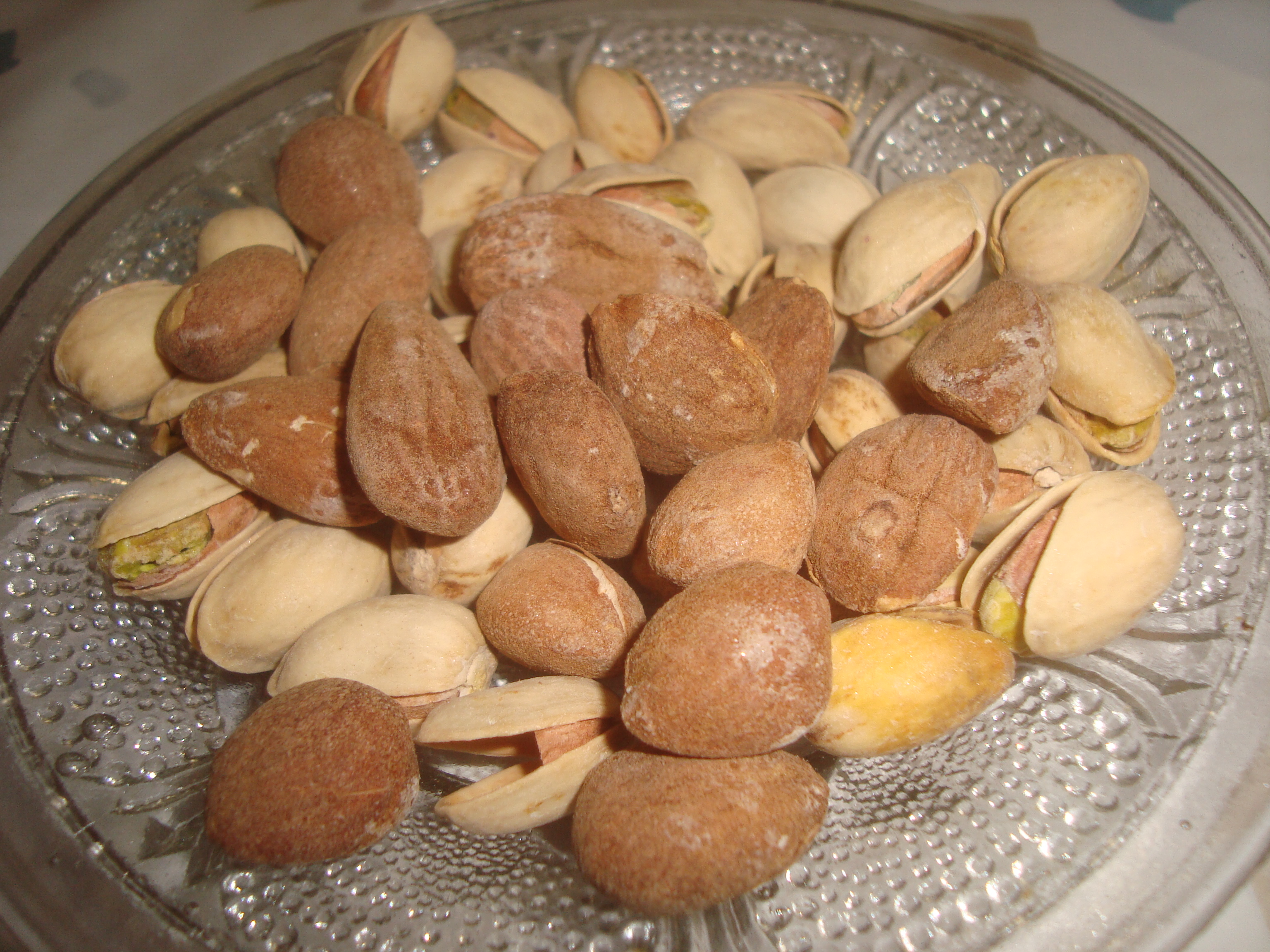
تابا - مقبلات طعام من اللوز المجفف والفستق (إسبانيا).

## صحة
الخصائص والمركبات الغذائية التي تمتلكها المكسرات تجعلها وسائل قيّمة للطب الوقائي . لأنها غنية بالأحماض الدهنية غير المشبعة ، ذلك إلى جانب الأسماك الزيتية والزيوت النباتية قبل تسخينها، وخاصة عند قليها .     
تعتبر المكسرات غنية جداً ببعض العناصر القيمة والمفيدة للصحة، لأن جميعها يحتوي على كميات جيدة من فيتامين E والذي يمتلك خصائص مضادة للأكسدة . كما أنها تحتوي على أغلب فيتامينات ب ، وكل هذه الفيتامينات مرتبطة بكمية الأملاح المعدنية القائمة على معادن مثل الفوسفور والمغنيسيوم والنحاس والحديد وغيرها. إنهم يجعلونها طعامًا مناسبًا جدًا لأولئك النباتيين الذين يريدون الاستغناء عن اللحوم في أطباقهم. 
إن بعض المعادن مثل السيلينيوم والزنك الموجودة في الكاجو والجوز البرازيلي تعمل على تعزيز خصوبة الرجال، فقد تم ملاحظة قلة إنتاج الحيوانات المنوية المرتبط بالأنظمة الغذائية الشحيحة بهذه المعادن.
إن محتوى الكالسيوم يجعل المكسرات -في بعض الحالات- بدائل للحليب وذلك للأشخاص الذين يعانون من عدم تحمل اللاكتوز أو النباتيين . تناول المكسرات يساعد على الوقاية من هشاشة العظام (مرض يسبب ضعف العظام بسبب نقص الكالسيوم ). 
المكسرات التي تحتوي على أكبر قدر من الكالسيوم هي اللوز (240 ملغم/100 غرام) الجوز البرازيلي (170 ملغم/100 غرام) أما البندق (140 ملجم/100 ز).
المكسرات أيضا غنية بالألياف، ونتيجة لتناولها يكون هناك انتقال سريع للطعام عبر القناة المعوية، كما أن اتباع نظام غذائي غني بالمكسرات يمنع الإمساك والأمراض المعوية مثل داء الرتج . الألياف لها مهمة، وهي تأخير عملية امتصاص السكر ، مما يسمح بتوفير الطاقة بشكل تدريجي ولفترة أطول دون أن تتحول إلى دهون . 
تحتوي جميع المكسرات تقريبًا على كمية هائلة من السعرات الحرارية والكربوهيدرات ، ولعل أقلها يتوافق مع الكستناء ، التي تحتوي في المتوسط على ما يقرب من 500 سعر حراري \ كل 100 غم. ولهذا يُوصى بتناولها بشدة خاصة للأشخاص الذين يقومون بمجهود بدني لفترات طويلة مثل الرياضيين. ومع هذا، فلا ينصح بها في الأنظمة الغذائية منخفضة السعرات الحرارية، بشكل عام، بسبب محتواها العالي من السعرات الحرارية، ولكن ينصح بها بكميات صغيرة. ولها خصائص جيدة في خفض نسبة الكولسترول (بسبب أحماض أوميجا 3 ) وجيدة في حالات المجهود الفكري (بسبب الفسفور ). 
من المهم أن نلاحظ أن المكسرات يمكن أن تؤدي إلى ردود فعل تجاه الحساسية لدى الأشخاص الحساسين حدا، لذا ينبغي على هؤلاء الأشخاص تجنب تناولها (خاصة الفول السوداني أو اللوز أو الجوز أو الكستناء أو البندق ). بالإضافة إلى أنها تميل إلى إنتاج عملية تخمر في الأمعاء، الأمر الذي يسبب انتفاخ البطن .